# Rachel Ruysch

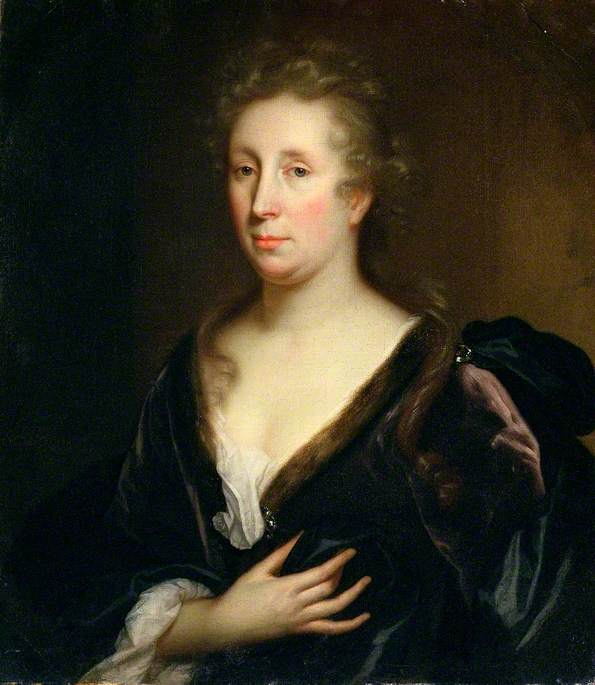
Porträt der Rachel Ruysch, Godfried Schalcken vor 1706

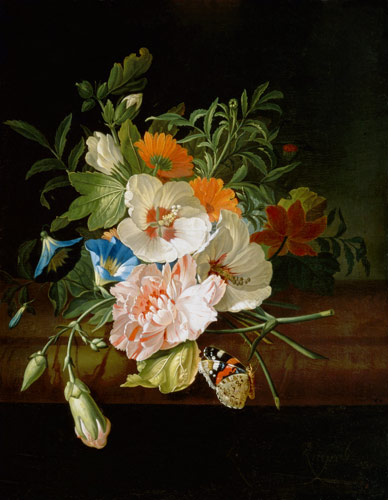
Blumenstillleben mit Schmetterlingen auf einer Steinbank (um 1700)

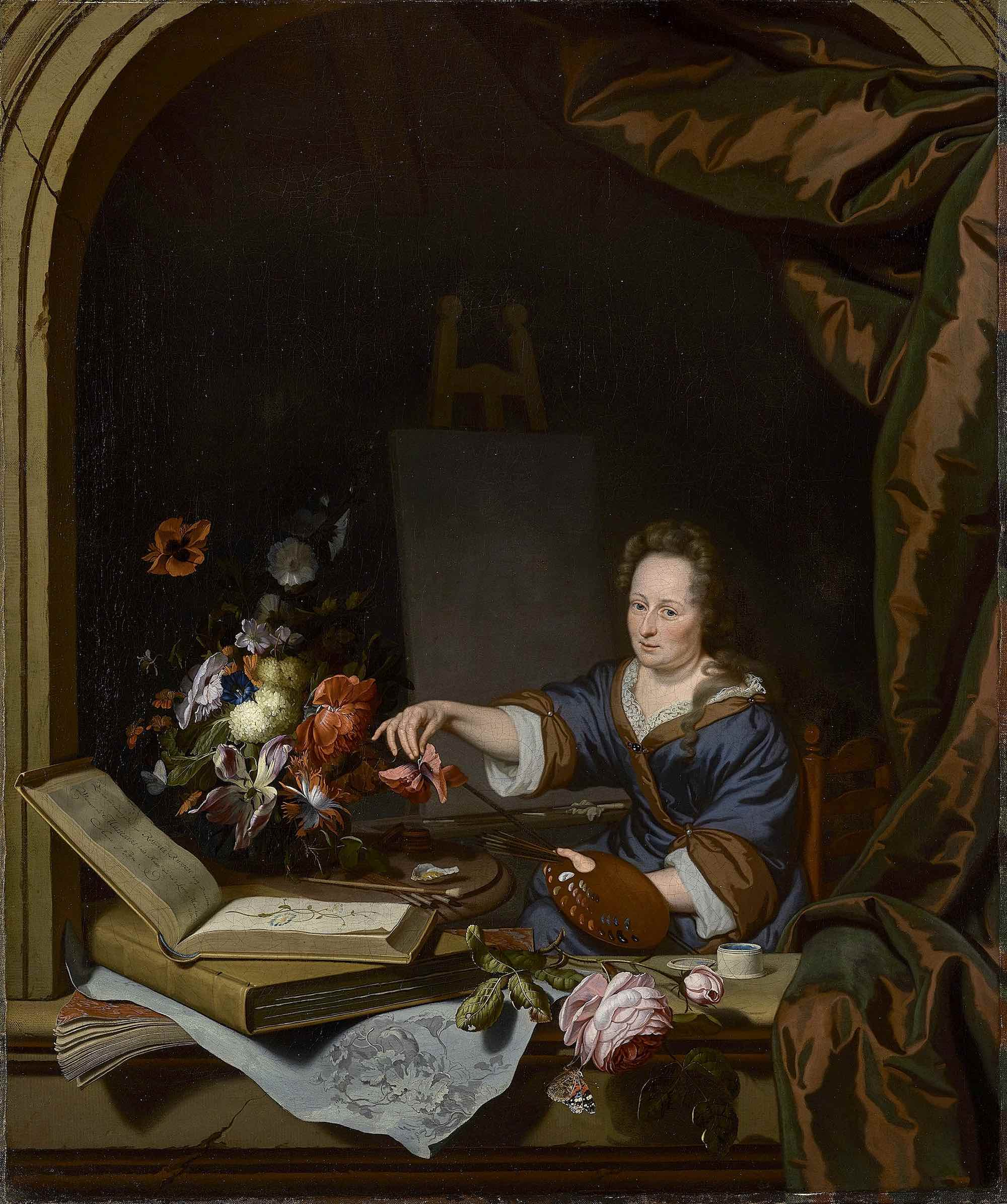
Rachel Ruysch in ihrem Atelier, von Michiel van Musscher, 1692, The Metropolitan Museum

Rachel Ruysch, auch Rahel Ruysch (* 3. Juni 1664 in Den Haag; † 12. August 1750 in Amsterdam), war eine niederländische Stilllebenmalerin des Barocks. Gerühmt als „Amsterdamse Pallas“ war sie eine Künstlerin von europäischem Rang.

## Leben
Rachel Ruysch wurde in Den Haag geboren und zog im Alter von drei Jahren mit ihren Eltern und ihrer jüngeren Schwester nach Amsterdam. Bei ihrem Vater, dem berühmten Anatomen Frederik Ruysch (1638–1731), erwarb sie ihre ersten Kenntnisse in Botanik und Malerei. Er war hoch angesehener Professor für Anatomie und Botanik in Amsterdam und besaß eine Kuriositätensammlung, die in großen Teilen von Zar Peter dem Großen für seine Petersburger Kunstkammer aufgekauft wurde. Bereits mit 15 Jahren begann Rachel, bei dem Blumenmaler Willem van Aelst zu studieren. Vermutlich wurde sie von ihrer Schwester Anna Ruysch, die ebenfalls Stillleben malte, begleitet. Anfangs malte sie außer Blumen und Früchten auch Reptilien und Insekten. Rachel Ruysch heiratete 1695 den Porträtmaler Juriaen Pool (1666–1745), mit dem sie zehn Kinder hatte, die sie alle selbst großzog. Sechs Kinder erreichten das Erwachsenenalter.
Als erste Frau wurde sie 1701 zusammen mit ihrem Mann Mitglied der Malergilde Confrérie Pictura in Den Haag. Der Kurfürst Johann Wilhelm von der Pfalz engagierte sie von 1708 bis 1716 als Hofmalerin in Düsseldorf. Abgesehen von zwei längeren Aufenthalten am Rhein 1710 und 1713 bei ihrem Mäzen verließ Ruysch Amsterdam nie. Durch den ihr verliehenen Hoftitel erwarb sich Johann Wilhelm von der Pfalz Exklusivrechte wenigstens für die Hälfte der Jahresproduktion ihrer begehrten Bouquets. Einige der Bouquets befinden sich heute im Neuen Schloss Bayreuth und in der Alten Pinakothek München. Wilhelm übernahm auch die Patenschaft über einen ihrer Söhne. Seinem Schwager Cosimo III. de’ Medici schenkte er zwei Ruysch-Gemälde.
Im Jahr 1723 gewann Ruysch im Alter von 59 Jahren den mit 75.000 Gulden dotierten Hauptpreis einer staatlichen Lotterie der nördlichen Niederlande.
Aufgrund ihrer Bekanntheit und der großen malerischen Qualität erzielten ihre Bilder außergewöhnlich hohe Preise. Trotz großer Nachfrage arbeitete sie sehr lange an ihren Bildern und blieb über die ganzen Jahre ihren Ansprüchen an ihre Kunst treu. In ihrer Schaffenszeit von mehr als 65 Jahren stammt das früheste datierte Bild von 1681, das letzte von 1747.
Nicht nur in den Niederlanden beeinflusste ihr Stil Generationen von Blumenmalern. Sie war Vorbild für Jacoba van Nickelen, Tochter des Jan van Nickelen. Ihre Blumenbouquets vor dunklem Hintergrund wirken üppig. Alles Licht konzentriert sich auf die Blüten, zarte Gräser setzen Akzente. Durch scharfe Hell-Dunkel-Kontraste, zurückgenommene braune Konturen und das intensive Zusammenspiel kalter und warmer Farben entsteht eine starke Plastizität. Mehr noch als ihre Vorgänger und Lehrer kombiniert Ruysch unterschiedlichste Blumen zu einer reichhaltigen Auswahl. Profitiert haben wird sie von der umfangreichen Botaniksammlung ihres Vaters, der das Botanikum in Amsterdam als eine der reichsten Pflanzensammlungen aufgebaut und katalogisiert hatte. Vermutlich wird sie ihre ersten Skizzen dort gemacht haben. Auf einem Bild, das Michiel van Musscher von ihr malte, sind solche Zeichnungen von ihr abgebildet. Überliefert sind allerdings keine ihrer Vorlagensammlungen.
Im Alter von 86 Jahren starb sie am 12. August 1750 in Amsterdam.

## Werke (Auswahl)
- Blumen in der Vase (um 1685), National Gallery, London[3]
- Blumenstillleben (1686), Memorial Art Gallery at the University of Rochester, New York
- Blumenstrauß in einer bauchigen Flasche (1698), Städelsches Kunstinstitut, Frankfurt/Main
- Blumenstrauß in einer Glasvase (1703), Akademie der bildenden Künste Wien
- Stillleben mit Blumenstrauß und Pflaumen (1703), Königliche Museen der Schönen Künste, Brüssel
- Vase mit Blumen (1706), Kunsthistorisches Museum Wien
- Früchte und Insekten (1711), Uffizien, Florenz[4]
- Blumenstrauß (1715), Alte Pinakothek, München
- Stillleben mit Blumen auf einem Marmortisch (1716), Rijksmuseum Amsterdam[5]
- Rosenzweig mit Käfer und Biene (1741), Kunstmuseum Basel, Basel
- Blumen auf einem Baumstumpf, Schloss Wilhelmshöhe, Kassel
- Blumenstillleben, National Gallery of Victoria, Australien
- Stillleben, Museo Civico, Pesaro
- Bouquet of Flowers, Hamburger Kunsthalle, Hamburg

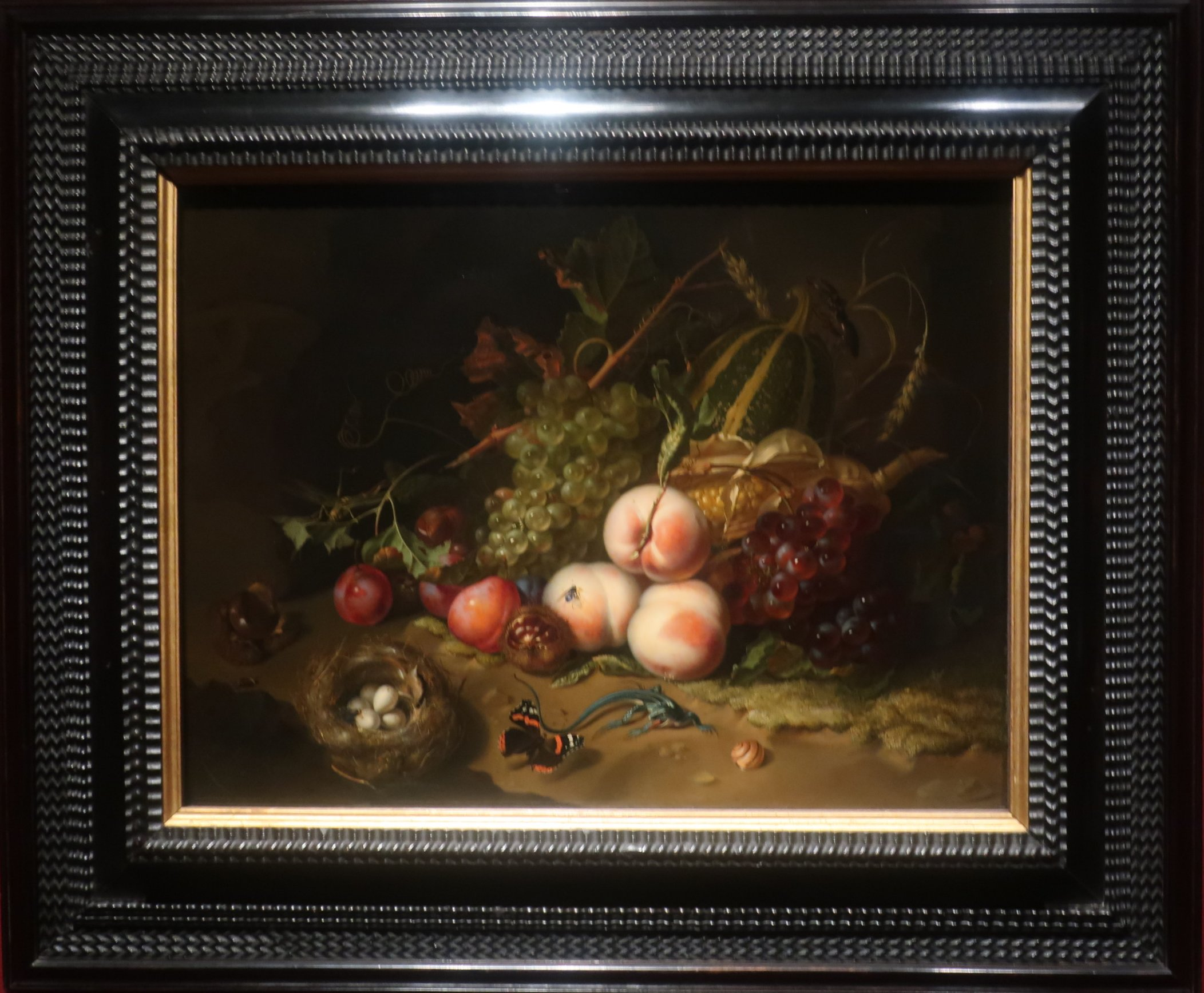
Früchte und Insekten, 1711
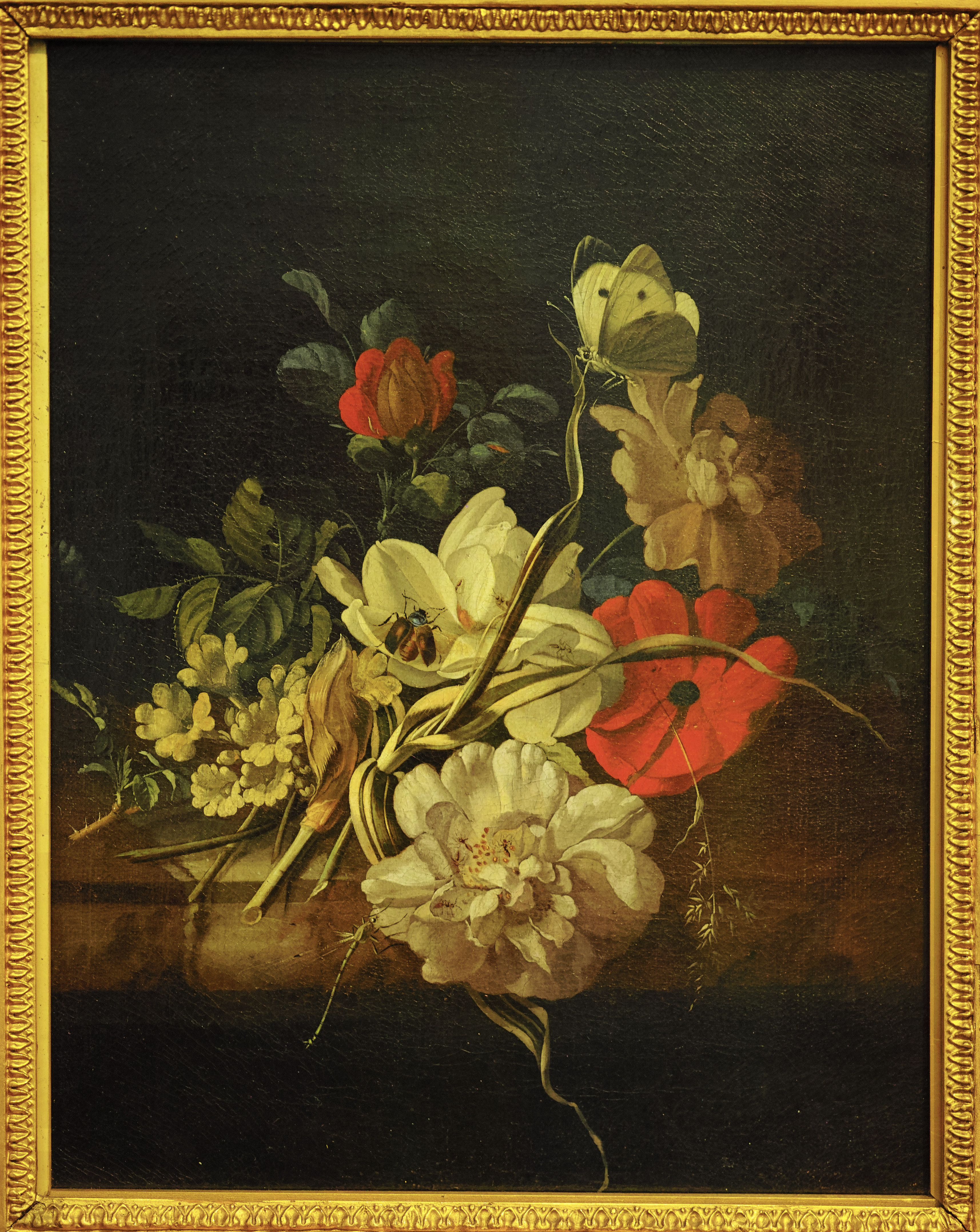
Rachel Ruysch, Blumenstrauss, Hamburger Kunsthalle

## Auktionen
- 1825 in Nürnberg: Im Vordergrund eine Landschaft liegen verschiedene Küchengewächse und Kräuter in einer malerischen Gruppierung.[6]